# Ма Хуатэн
Ма Хуатэн (кит. трад. 馬化騰, упр. 马化腾, пиньинь Mǎ Huàténg; также Пони Ма (англ. Pony Ma); род. 29 октября 1971 года, провинция Гуандун, Китайская Народная Республика) — китайский предприниматель, основатель и председатель совета директоров телекоммуникационной компании Tencent, мультимиллиардер.
В рейтинге журнала Forbes 5 мая 2018 года занимает 4 место среди миллиардеров с состоянием $42,6 млрд.

## Биография
Родился 29 октября 1971 года в провинции Гуандун. В 1993 году окончил Шэньчжэньский университет по специальности «компьютерная техника» и устроился в коммуникационную компанию Runxun Communications Development Co. Ltd. Через 5 лет уволился и вместе с друзьями открыл в Шэньчжэне компанию Tencent, которая предоставляла местным телефонным операторам телекоммуникационные услуги.
В 1999 году компания разработала программу мгновенного обмена сообщениями с китайским интерфейсом — OICQ (Open ICQ). В октябре 1999 года Tencent получила от американской и гонконгской компаний венчурное финансирование в объеме 2,2 млн долларов в обмен на 20 % акций, это позволило ей преодолеть временные трудности. После этого мессенджер был переименован в QQ, и его начали продвигать в качестве самостоятельного продукта.
QQ создал новую молодёжную интернет-культуру; если для таких компаний как Google или Yahoo! мессенджеры были лишь настройкой к основным сервисам, то Tencent превратил QQ в мощнейший коммерческий и маркетинговый инструмент и с его помощью добился лидерства в других сегментах: компании принадлежат онлайновые игры, один из самых популярных китайских порталов QQ.com, популярная социальная сеть Qzone, электронная платёжная система TenPay. На QQ в 2010 году приходились около 80 % рынка по сравнению с 4 % у MSN Messenger и 2,5 % у Skype, а Tencent была самой дорогой китайской интернет-компанией, её капитализация превышала 30 млрд долларов, что позволило ей выйти на третье место в мире после Google и Amazon. В 2012 году количество активных пользователей программы QQ достигло 784 млн.
Успех бизнеса Ма Хуатэна, как и других крупных китайских компаний, заключается в инновационном копировании западных аналогов для гигантского китайского рынка. Особенность бизнес-стратегии Ма Хуатэна — более активные, чем в других крупных китайских компаниях, инвестиции в зарубежные активы (Riot Games в США, 10 % в российском бизнесе основанного Ю. Мильнером венчурного фонда DST Global и др.).
Женат. Утверждает, что встретил жену с помощью мессенджера QQ. У пары есть ребёнок.

## Филантропия
В 2016 году Ма Хуатэн перевел свои личные акции Tencent на сумму 2,3 миллиарда долларов в свой благотворительный фонд Ma Huateng Global Foundation (马化腾 环球 基金会). Однако Forbes не уменьшил его собственный капитал, поскольку акции по-прежнему числятся на нем.

### В СМИ
В рейтинге самых влиятельных людей мира журнала Forbes в 2014 году занял 53 место.
В мировых СМИ в 2010 году активно комментировался курьёзный случай: Ма Хуатэн, состояние которого оценивалось тогда в $4,4 млрд, получил ежемесячное жилищное пособие в размере $450, выплачиваемое из городского бюджета Шэньчжэня, чтобы удержать в городе бизнесменов и успешных представителей других профессий.